# Conflito por terra no Brasil

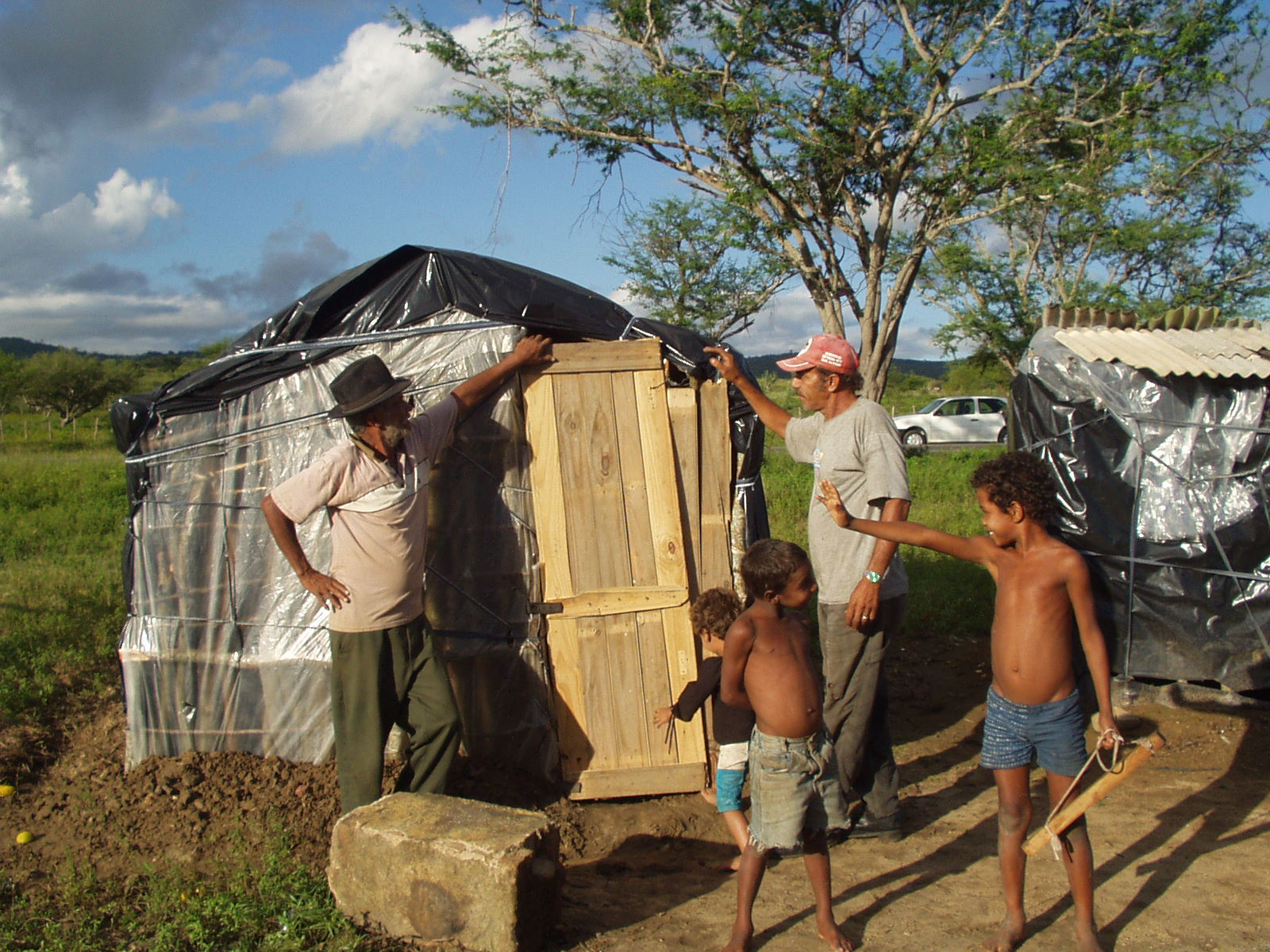
Habitantes de assentamento rural do MST em Caruaru.

O conflito por terra no Brasil constitui uma das principais modalidades de violência de Estado na zona rural, seguido de ocorrências de trabalho escravo rural e conflitos pela água. A região Norte é a que mais registra conflitos historicamente, havendo sido assassinados 14 indígenas e 9 sem-terra em 2023, sendo estas as populações que mais sofrem deste tipo de violência extrema seguidos de posseiros e quilombolas.
Esses conflitos geram impactos amplos e multifacetados, de dimensão social, ecológica e econômica. A apropriação predatória de território é vinculada com um modo intensivo e ecologicamente irresponsável de produção, favorecendo o desmatamento, a degradação do solo e a contaminação ambiental.

## Origem
A concentração fundiária é considerada por pesquisadores e movimentos do campo um produto dos processos históricos de ocupação e distribuição desigual do território no país, como também uma causa estrutural da continuidade de conflitos sociais do Brasil.
O registro dos conflitos por terras se tornaram mais sistemáticos a partir da redemocratização do Brasil, em 1985, quando foram documentados 235 ocorrências, menor número desde então. Nos anos subsequentes, os levantamentos apresentam uma tendência consistente de aumento, com pequenas variações para baixo, antes da retomada de crescimento em 2016.
Dados de 2017 apontam que cerca de 1% das propriedades rurais concentravam 47,52% das terras agrícolas, enquanto que a metade do total de propriedades registradas, 5.072.152, representam apenas 2,28% agrícolas, com um tamanho médio de 10 hectares. A comparação com censos anteriores, como o realizado em 2006, também indica uma tendência de intensificação da concentração de terra em grandes propriedades.

## Estatísticas

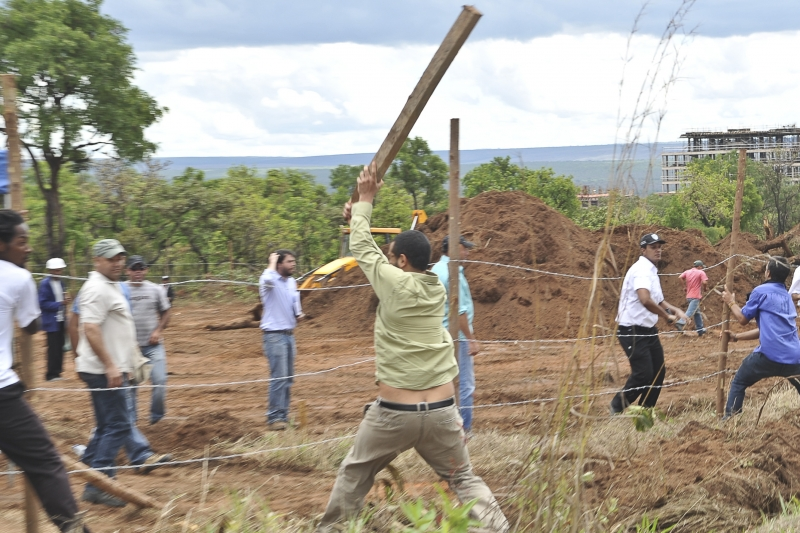
Manifestantes em conflito com seguranças de construtora num em comunidade indígena sediada no Setor Noroeste de Brasília.

Ao longo da década de 2020, esses conflitos tem apresentado um crescimento significativo. Segundo dados aferidos pela Comissão Pastoral da Terra (CPT), o ano de 2022 registrou 1.572 incidentes ligados à terra, um aumento de 16,70% com relação a 2021. Segundo a instituição, envolveram povos indígenas 28% dos conflitos, principal grupo e afetados desde 2019. Entre os demais grupos sociais envolvidos, estão - posseiros (19%), quilombolas (16%), famílias assentadas da reforma agrária (9%).
Em 2023, foram registrados 1.724 ocorrências de conflitos no campo no país, um aumento de 9,6% com relação a 2022, e o maior número já registrado na história.

## Ataques
A CPT classifica ruralistas, o governo federal, empresários e grileiros como principais causadores dos conflitos. A principal região afetada é a Amazônia Legal, com mais da metade de todos as ocorrências de conflito por terra no país, seguido do nordeste, e centro-oeste.
Alguns massacres amplamente conhecidos se inserem no padrão da violência do campo - tais como o massacre de Corumbiara, em 1995, e o massacre de Eldorado do Carajás, no ano de 1996; além de outras deflagrações particularmente intensas.

## Resistência
As ações de resistência tiveram aumento expressivo em 2023. Incluem 119 ocupações e retomadas, sendo 22 ações conduzidas por indígenas, 3 retomadas quilombolas e outras 94 por outras identidades sociais.